# 2022年3月苏州市2019冠状病毒病聚集性疫情
2022年3月苏州市2019冠状病毒病聚集性疫情是指自2022年3月9日在中华人民共和国江苏省苏州市爆发的2019冠状病毒病本土聚集性疫情。2022年3月10日，太仓市疫情防控指挥部发布通报，该地9日新增1例无症状感染者，系上海市嘉定区某农贸市场一经营部工作人员，日常居住在陆渡街道东方雅苑。此后苏州市多地发现阳性感染者，绝大多数与上海疫情有关。截至2022年5月28日，本轮疫情苏州市累计报告确诊病例23例，无症状感染者866例。

## 背景
苏州市与上海市毗邻，两地关系密切，人员往来频繁，两地也开始积极推动区域同城化。苏州也是上海迁出人口第一大目的地，根据百度迁徙地图大数据，苏州在上海迁出人口中占全部的18.33%。
2022年2月13日，苏州市发生本土聚集性疫情。3月1日，上海市发生本土疫情。此次疫情爆发初期，上海市始终强调“精准防控”，但之后感染者大幅增加，原有的“精准防控”策略已不再奏效，加上2·13疫情进入收尾阶段，因此苏州市疫情防控工作也逐步转移至“外防输入”，相关防控工作压力增大。

## 确诊概况
3月10日，太仓市疫情防控指挥部发布通报，该地9日新增1例无症状感染者，系上海市嘉定区某农贸市场一经营部工作人员，日常居住在陆渡街道东方雅苑。同日晚，苏州市疫情防控指挥部发布通报，3月9日至10日，太仓报告无症状感染者2例（含3月10日上午已通报的一例无症状感染者，另一例为太仓市某企业工作人员，居住在太仓市万金南路22号，频繁往来沪苏两地）；另外昆山报告无症状感染者1例，系上海市徐汇区某企业工作人员，居住在昆山市花桥镇智慧城。3月13日，昆山市报告无症状感染者2例，均在集中隔离的通勤人员中发现。根据通报，二人均居住在昆山市花桥镇，工作地均在上海；相城区报告无症状感染者1例，系深圳市某企业工作人员，居住在深圳市南山区某小区。3月14日，苏州新增阳性感染者10例，其中确诊病例2例，无症状感染者8例，除1例为上海确诊病例的密接自上海返苏被发现外，其余9例均为上海钱智金融信息服务有限公司苏州分公司工作人员。3月15日，新增无症状感染者12例，均在集中隔离点筛查发现，其中1例为深圳来苏州无症状感染者的密接，其余11例为钱智金融苏州分公司工作人员或其密接。3月16日，新增无症状感染者7例，其中1例为居家健康监测的通勤人员，在上海市某企业工作；其余6例为上海钱智金融信息服务有限公司苏州分公司工作人员或其密接。3月17日，新增无症状感染者2例，均在集中隔离点筛查发现，其中1例为外省市返苏州人员，1例为钱智金融苏州分公司工作人员的密接。3月18日，新增无症状感染者5例，均在集中隔离点筛查发现，其中2例为外省市返苏州人员的密接，3例为钱智金融苏州分公司的次密接。3月19日，新增本土无症状感染者1例，在集中隔离点筛查发现，为赴上海就诊返苏州人员。3月20日，在钱智金融苏州分公司工作人员相关密切接触者中发现1例无症状感染者。3月21日，新增本土无症状感染者2例，其中1例为上海钱智金融信息服务有限公司苏州分公司相关感染者的密接，在集中隔离点筛查发现；1例为外地协查的途经苏州人员，经停苏州后立即落实管控措施。3月22日，新增本土无症状感染者1例，在集中隔离点筛查发现。3月23日，新增本土无症状感染者4例，均为外省市返苏州人员。3月24日，新增本土无症状感染者5例。3月25日，新增本土无症状感染者3例，其中一例系上海返苏州人员。3月26日，新增本土无症状感染者10例。3月27日，新增本土无症状感染者7例。3月28日，新增本土确诊病例1例，本土无症状感染者13例，多为外省市来返苏州的蔬菜货运驾乘人员及其关联人员。3月29日，新增本土无症状感染者16例，多为外省市来返苏州的货运驾乘人员及其关联人员。3月30日，新增本土无症状感染者18例。3月31日，新增本土无症状感染者13例。4月1日，新增本土无症状感染者16例。4月2日，新增本土确诊病例1例，新增本土无症状感染者15例。4月3日，新增本土无症状感染者11例。4月4日，新增本土无症状感染者27例。4月5日，新增本土无症状感染者23例。4月6日，新增本土确诊病例1例，新增本土无症状感染者25例。4月7日，新增本土确诊病例1例，新增本土无症状感染者16例。4月8日，新增本土无症状感染者35例。4月9日，新增本土确诊病例1例，新增本土无症状感染者22例。4月10日，新增本土确诊病例2例，新增本土无症状感染者12例。4月11日，新增本土确诊病例1例，新增本土无症状感染者28例，其中上海来（返）苏州人员6例。4月12日，新增本土无症状感染者55例。4月13日，新增本土确诊病例1例，新增本土无症状感染者39例。4月14日，新增本土无症状感染者41例。4月15日，新增本土无症状感染者47例。4月16日，新增本土无症状感染者39例。4月17日，新增本土无症状感染者32例（23例来自集中隔离点，8例来自封控管控区，1例来自重点人群筛查），其中张家港市9例，太仓市8例，昆山市5例，吴江区7例，吴中区1例，姑苏区1例，苏州工业园区1例。4月18日，新增本土确诊病例1例，来自相城区封控管控区；新增本土无症状感染者19例（15例来自集中隔离点，3例来自封控管控区，1例来自重点人群筛查），其中张家港市2例，太仓市6例，昆山市6例，吴江区4例，姑苏区1例。4月19日，新增确诊病例1例，来自相城区集中隔离点。新增无症状感染者5例（4例来自集中隔离点，1例来自重点人群筛查），其中张家港市1例，昆山市1例，相城区1例，姑苏区1例，苏州工业园区1例。4月20日，新增无症状感染者20例（5例来自集中隔离点，8例来自封控管控区，7例来自重点人群筛查），其中太仓市2例，昆山市11例，吴江区2例，吴中区1例，姑苏区2例，苏州工业园区2例。4月21日，新增本土确诊病例2例，均在昆山市发热门诊发现。新增本土无症状感染者24例（6例来自封控管控区，18例来自重点人群筛查），其中太仓市4例，昆山市18例，姑苏区1例，苏州工业园区1例。4月22日，新增本土确诊病例3例，均在昆山市发热门诊发现。新增本土无症状感染者32例（5例来自集中隔离点，4例来自封控管控区，21例来自重点人群筛查，2例来自发热门诊），其中张家港市1例，常熟市4例，太仓市3例，昆山市20例，吴江区1例，吴中区1例，苏州工业园区1例，苏州高新区1例。4月23日，新增本土确诊病例1例，在昆山市发热门诊发现。新增本土无症状感染者32例（10例来自集中隔离点，2例来自封控管控区，20例来自重点人群筛查），其中太仓市4例，昆山市24例，吴江区1例，姑苏区1例，苏州工业园区2例。4月24日，新增本土确诊病例2例（1例来自昆山市集中隔离点，1例来自相城区重点人群筛查）。新增本土无症状感染者24例（10例来自集中隔离点，1例来自封控管控区，13例来自重点人群筛查），其中常熟市4例，昆山市17例，相城区2例，姑苏区1例。4月25日，新增本土无症状感染者37例（20例来自集中隔离点，3例来自封控管控区，14例来自重点人群筛查），其中常熟市2例，太仓市2例，昆山市30例，相城区2例，苏州高新区1例。4月26日，新增本土确诊病例2例（1例来自太仓市重点人群筛查，1例来自昆山市发热门诊），新增本土无症状感染者16例（13例来自集中隔离点，2例来自封控管控区，1例来自重点人群筛查），其中常熟市1例，太仓市1例，昆山市9例，相城区3例，姑苏区1例，苏州工业园区1例。4月27日，新增本土无症状感染者14例（12例来自集中隔离点，2例来自重点人群筛查），其中太仓市2例，昆山市11例，苏州高新区1例。4月28日，新增本土无症状感染者2例（1例来自集中隔离点，1例来自封控管控区），其中太仓市1例，昆山市1例。4月29日，新增本土无症状感染者1例（来自昆山市集中隔离点）。4月30日，新增本土无症状感染者1例（来自外省市协查管控人员），已连续两天实现社会面清零。
之后的5月苏州市依旧出现零星散发的无症状感染者。6月2日，苏州市副市长顾海东介绍，自5月27日以来，苏州连续7天社会面无新增感染者。

### 个案特点
本轮疫情发生初期，新增的感染者主要为沪苏两地通勤人员，之后出现了上海钱智金融信息服务有限公司苏州分公司工作人员及关联人员疫情。之后苏州市新增的感染者大多为周边外省市中高风险地区来返苏州的货运司乘人员及其关联人员，主要来自于苏州东部板块（昆山市、太仓市、吴江区和工业园区），其疫情防控压力较大，严格外防输入为当前的疫情防控工作重点。
其中紧邻上海的昆山市爆发的本土疫情主要分三个阶段，第一阶段是3月10日至23日，紧邻上海的花桥相继发现3例阳性感染者以后，对花桥区域实施静态管理，3月14日以后花桥未出现新增病例，此阶段昆山累计报告阳性感染者为6例；第二阶段是3月24日以来，将重点放在客货运车辆的查验上，对中高风险地区来昆客货车严格落实管控措施，期间张浦镇中昆公司的一名货运司机感染，该病例关联病例达13例，疫情发生以后该公司的9名密接员工滞留上海，昆山市对有关员工主动接回并严格管控，9名人员中已有7人被确诊为无症状感染者。此阶段昆山累计报告阳性感染者28例；第三阶段是4月1日以来，以昆山最大农贸批发市场为重点区域的疫情。截至4月4日24时，累计报告农贸市场关联阳性感染者34例，已涉及5个区镇的7家农贸市场，主要为农贸市场摊主、装卸搬运、送货拉货等从业人员，大部分都有农贸市场活动轨迹。
截至4月11日，苏州市本轮疫情市外关联病例较多，其中上海关联阳性感染者占比73%；毗邻上海的板块阳性感染者数量最多，昆山占全市的49.6%，太仓占15.8%。4月12日0时至15时，苏州新增阳性感染者31例，涉及7个县级市（区）。4月14日举行的新闻发布会通报，昆山在结束7天的全域核酸检测之后，实施了分区分类差异化管理，新增阳性感染者数量明显下降，从高位时的每天20多例降到10例左右。4月13日昆山新增10例，9例来自集中隔离点，1例来自管控区域。太仓4月11日开始全域核酸检测“一天一测”，阳性感染者增加情况总体趋于平缓，4月13日新增6例中，3例来自集中隔离点，3例来自重点人群筛查。而近期张家港一家具厂出现了员工及其家属之间的扩散传播；姑苏区、相城区、工业园区等地陆续在社会面筛查中，发现阳性感染者，尤其是在位于姑苏区的苏州火车站周边区域，外省市来苏州的暂留人群中出现了多例阳性感染者，隐匿传播风险较大。总体上，本轮疫情呈现多点散发的态势，存在局部扩散的风险。

## 溯源调查
3月12日，苏州市疫情防控指挥部通报，苏州通报的无症状感染者2和3经基因测序分析均为奥密克戎BA.2进化分支，与外省市已有病例的病原高度同源。
3月28日，常熟市新增1例在发热门诊发现的确诊病例，系常熟市某学校工作人员。据4月2日常熟市新冠肺炎疫情防控指挥部通报，经反复流调和检测，其住处衣柜内4份网购韩国卫衣检出阳性，其他环境、密接、次密接和一般接触者多次核酸检测结果均为阴性，经综合分析本例疫情与网购韩国服装有关，确诊病例感染的病毒经测序对比为VOC／Omicron变异株BA.1.1进化分支，在本土病例和输入病例数据库、全球新冠病毒GISAlD数据库中均未发现病毒基因组高度同源序列，属于一起孤立的个案。

## 反应及应对措施
在苏州市发现上海疫情关联感染者后，苏州市于3月14日再次收紧防控措施，部分限制性措施距离苏州市因2·13疫情制定的限制性措施全面解除仅过去6天。自5月6日起，苏州市除封控区、管控区以外的其他区域，在做好疫情防控的前提下，有序恢复生产生活秩序。6月2日，顾海东表示，苏州全市疫情防控已基本回归常态化防控阶段。

### 官方反应
受上海疫情及关联病例影响，原定于3月中旬召开的苏州市两会推迟召开，直至3月29日召开市政协会议，30日召开市人大会议。
4月12日，苏州市常务副市长顾海东表示，苏州没有封城计划，但对出现疫情的地区，采取严格管控措施，包括划定的封控区、管控区、防范区，在做好群众生活保障的情况下，依规范落实管理举措。
4月14日，中共江苏省委书记吴政隆在苏州召开疫情防控专题会时强调，本轮疫情多点散发，加上苏州大力支援上海，多线作战，形势严峻复杂、任务艰巨繁重，形容苏州是江苏疫情防控的主战场。
因上海疫情影响，部分苏州市民由于种种原因滞留在上海，主要分在上海就医看病和陪同人员以及到上海求职就业碰到临时困难的人员。苏州全市也为此摸排底数提供便利，帮助滞留上海人员返回苏州。截至4月28日24时，已排查出1028人，其中在上海就医人员691人，其他人员337人，其中涉及昆山人数最多，有548人。

### 提级防疫管理
因本轮疫情严峻，苏州市部分市辖区宣布收紧现有防控措施，强化社会面管控。

#### 封闭静态管理
3月14日起，昆山市花桥镇实行封闭式管理，期间在花桥的人员，非必要不得离开花桥，管理期限暂定为7天；对沪昆通勤人员一律落实苏州市“7+7”健康管理措施。3月21日，花桥继续实行封闭式管理。3月28日，花桥312国道东城大道、花集路东城大道、金融大道东城大道交通卡口有序放开，其他交通卡口按照先前公布的相关规定继续落实交通管控措施；昆山范围内往返花桥的通勤车辆或人员凭“通行证”在交通卡口快速通行；对无通行证的通勤车辆或人员严格落实“四查一测一扫”（查核酸检测报告、行程卡、健康码、佩戴口罩，测体温和扫“鹿路通”码或苏康码），提倡通勤人员“两点一线”（工作地与居住地）上下班。
为了协同上海市正在采取的全域静态管理、全员核酸筛查、全面流调排查、全民清洁消杀等综合防控措施，昆山市自4月2日开始效仿上海市防疫模式，在全市范围内实施多轮区域核酸检测，期间所有企事业单位，公共场所，村、社区等一律须凭24小时内核酸阴性证明或当日核酸采样记录（须有前一天阴性记录）方可出入，对未参加区域核酸检测的人员，其苏康码将一律赋予黄码；所有村、社区实行查验式管理，原则上每个村、社区只保留1-2个出入口，严禁外来人员和车辆进出村庄、小区，保障基本生活必需的外卖、快递等实行无接触配送；除保障市民生活和城市基本运行的水、电、燃油、燃气、通讯、交通、环卫、粮油肉菜供应等公共服务类企业外，其他单位实施轮休减产或居家办公，企业职工因参加核酸检测不作误工处理。全市机关、事业单位、国企除承担防疫任务的工作人员外，其他人员就地转为志愿者；除保障市民日常生活需要的超市（含农贸市场）、药店、餐饮企业（只提供快递外卖服务）外，其余各类营业场所暂停营业；设立8条物资保供专用通道，并设置交通防控查验点，其他收费站及出入昆道路临时管控。客运班线、旅游包车、出租车、网约车等营运车辆暂时停运，公共交通减少频次，乘坐公共交通须凭24小时内核酸检测阴性证明或当日核酸检测采样记录（须有前一天阴性记录）；全市所有人员不得组织或参与任何形式的集聚性活动。红事停办、宴会不办，白事从简，并提前报村、社区备案。4月6日至8日，昆山市继续实施连续三轮的核酸检测，期间非必要不得离开昆山，市民全面减少非必要的活动，城市保持相对静默，之后静默期再延长4天至4月12日，期间连续开展5轮区域核酸检测。
4月10日12时至4月17日12时，太仓市在沈海高速以西范围内实施区域静态管理，期间所有市民停止一切非必要流动，并按各区镇指定的时间地点参加核酸检测，对不参加核酸检测人员的健康码赋“黄码”；市民非必要不离太，确有特殊需要的持24小时核酸检测阴性证明向社区（村）报备；市级机关、国有企事业单位工作人员，除承担防疫任务、保障基本运转的人员外，均实行居家办公，或就地转为社区（村）志愿者，向居住地所在村（居）委会报到，全面参加社区（村）防疫服务工作；因工作需要的医务人员、防疫人员、公安干警等凭应急通行证出行；保障市民生活和城市基本运行的水、电、燃油、燃气、通讯、环卫、物业、粮油肉菜供应、快递外卖等公共服务类企业正常运行，必要工作人员凭应急通行证出行；原则上其他企业一律停业，期间不能上班的，不做旷工处理；具备条件的农贸市场、超市、药店、医疗机构、指定餐饮类企业（仅提供外卖）外，所有经营性场所停止营业；除保障城市运行的救护、消防、物资保障、快递外卖、环卫保洁等车辆外，其它车辆非必要不上路；全市公交、出租车、网约车、公共自行车等暂停运营；全市高三年级继续实行严格封闭管理教学，全市初三年级开展线上教学。4月11日6时，太仓市将静态管理范围扩大至全市。
张家港市自4月12日5时至4月14日5时在部分区域（包括塘桥镇、凤凰镇全境）实施静态管理。當天，苏州工业园区娄葑街道扬帆路以东、沪宁高速以南、小水泾以西、沪宁城际铁路以北范围内实施区域静态管理，所有市民停止一切非必要流动，按街道指定方式参加核酸检测，各企事业单位员工，除承担防疫任务、保障基本运转的人员外，均实行居家办公，所有经营性场所停止营业。

#### 分区分类差异化管理
4月13日起，昆山市由全域静默调整为分区分类差异化静态管理，将昆山全域划分为封控区、管控区、静态管理区和无疫区域。昆山开发区、花桥经济开发区全域范围，昆山高新区和陆家镇的部分区域划为静态管理区，继续实施静默管理至19日；各类企事业单位，继续实行轮休，所有村、居民小区继续实行查验式管理。
4月17日12时起，太仓市实施分级分区差异化管控，按照风险程度和阳性感染者的分布情况，将城厢镇、浏河镇、浮桥镇、璜泾镇、娄东街道、陆渡街道划为加强管控区域，继续实施7天的区域管控。管控区域内的各居民小区（村）继续按照“足不出小区（村）、非必要不出户、严禁聚集”的要求，实施各类防范措施；其他区域居民可有序恢复生活秩序，人员不能跨镇（街道）流动，原则上每户家庭一天一次凭证分时购买生活物资。各封控区、管控区继续严格按照相关规定，落实防控措施，由社区（村）配送生活物资。太仓对加强管控措施的区域实行“七天五检”，其他区域实行“七天三检”。
4月20日，张家港市为期7天的加强管控期已经结束，塘桥镇、凤凰镇各延长防范区强化管控7天和3天。
4月27日起，昆山市实施分级分区域差异化疫情防控措施。连续7天社会面未发现阳性感染病例的区镇，可在本区镇范围内有序恢复生产生活秩序。

#### 全市范围停止非必要流动
4月13日，苏州市新冠肺炎疫情联防联控指挥部呼籲蘇州市民停止一切非必要流动。之后苏州市各区发布通告，按照“停止一切非必要流动”的原则调整单位职工的办公模式。大部分市辖区鼓励倡导采取灵活的办公模式，办公型企业员工以“居家办公”“在线办公”方式为主，确需安排到办公场地上班的，控制员工人数，做到“能少则少”，进入楼宇必须持有24小时核酸检测阴性证明或者当日核酸采样证明，最大限度减少流动；生产型企业合理排班，非产线员工尽量采取“居家办公”“在线办公”方式；产线员工实施“两点一线”通勤，安排班车接送，尽量避免使用公共交通，进入厂区后非必要不外出。员工进入企业要严格检测体温，查验行程卡、健康码和核酸检测记录。张家港市要求原则上市域内企业暂停生产活动，确需生产的企业，须经各区镇疫情防控指挥部审批、发放员工通行证；机关企业事业单位提倡居家办公；静态管理区域内各企事业单位员工，除承担防疫任务、保障基本运转的人员外，均实行居家办公。苏州工业园区则采取更为严格的措施，符合居家办公条件的单位一律居家办公，不能居家办公的人员出入场所一律凭24小时核酸阴性证明或当日核酸采样凭证；辖区内人力资源服务机构一律实施居家办公，线上线下招聘活动全部暂停；辖区内企业不得新增任何性质的员工，企业集宿区不得新增住宿人员。另外，住宿场所未经属地镇、街道同意，不得新接受任何人员入住，入住人员需定期进行核酸检测；已备案民宿、网约房全部关停；其他未经公安批准或主管部门备案的住宿单位一律关停。所有居民小区、集宿区物业严格实行“一门一岗”，严格查验所有出入小区人员，外来人员和车辆非必须不得进入各居民小区。张家港市自4月13日5时至4月19日24时进一步加强疫情防控措施（部分区域<包括塘桥、凤凰全境>继续实施静态管理），要求居民停止一切除参加核酸检测外的非必要流动，要求外来人员和车辆非必须不得进入各居民小区；所有小区实行“一门一岗”，严格落实门岗“四查一测”（查苏康码、行程卡、48小时内核酸检测阴性证明、通行证，测体温）防控措施，原则上每户家庭每天安排一人一次限时外出购买生活物资，并严格做好个人防护。封控区足不出户、管控区不出小区。集宿区参照居民小区管理。所有市民均须按规定参加核酸检测，对不参加核酸检测人员的健康码赋“黄码”；除民生保供符合防疫要求的农贸市场、超市、药店、医疗机构、餐饮类企业（仅提供外卖）外，大型商场等所有经营性场所暂停营业；取消各类公众聚集性活动；原则上市域内企业暂停生产活动。对于确需生产的企业，须经各区镇疫情防控指挥部审批、发放员工通行证，严格落实企业防疫主体责任，确保人员从居住地到企业“点对点”，并做好安全生产工作；机关企业事业单位提倡居家办公，因工作需要的医务人员、防疫人员、公安干警、志愿者等凭通行证出行。保障市民生活和城市基本运行的水、电、燃油、燃气、通讯、环卫、物业、粮油肉菜供应、快递外卖等公共服务类企业正常运行，必要工作人员凭通行证出行；全市公交、出租车、网约车、公共自行车等暂停运营。
鉴于在苏州火车站周边区域外来求职人员及关联人员中陆续发现阳性感染者，自4月16日起，吴江区、吴中区、相城区、姑苏区、苏州工业园区和虎丘区（苏州高新区）升级疫情防控措施，符合居家办公条件的单位一律居家办公，不能居家办公的人员出入场所一律凭24小时核酸阴性证明或当日核酸采样凭证；所有居民小区、城中村、集宿区、产业园区实行封闭式管理，严格实行“一门一岗”，严格查验所有出入人员，外来人员和车辆非必须不得进入；所有旅馆（酒店）新入住人员必须持有24小时核酸检测阴性证明，已入住人员严格落实核酸每日一检；人力资源服务机构线下招聘活动全部暂停；企业、工地等雇主对新招录员工严格查验苏康码、行程卡及24小时核酸检测阴性结果或当日核酸采样证明，并落实相关健康管理措施；市民在交通场站、桥洞、公园及街面场所等，如发现流浪乞讨等人员，要第一时间报告公安机关或拨打12345便民服务热线。4月20日，苏州市常务副市长顾海东表示，即日起将出入公共场所、乘坐公共交通等需提供24小时核酸检测阴性结果或当日核酸采样证明的要求，统一调整为“提供48小时核酸检测阴性结果或当日核酸采样证明，包括电子、纸质等有效凭证”，第100号通告其他防疫措施保持不变。

### 调整外地人员来返苏防控措施

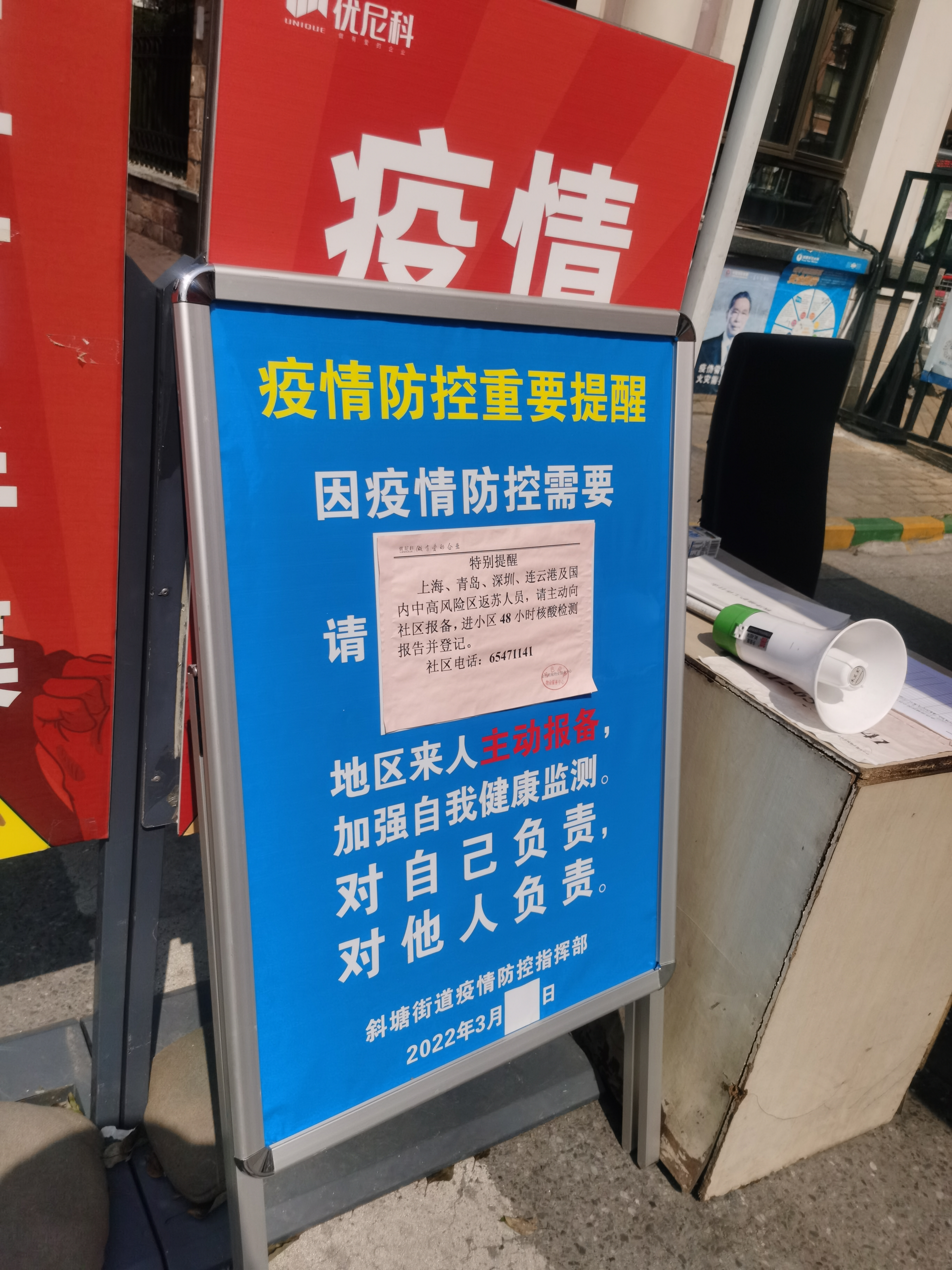
本轮疫情发生后，苏州市要求自上海返苏人员主动向社区报备

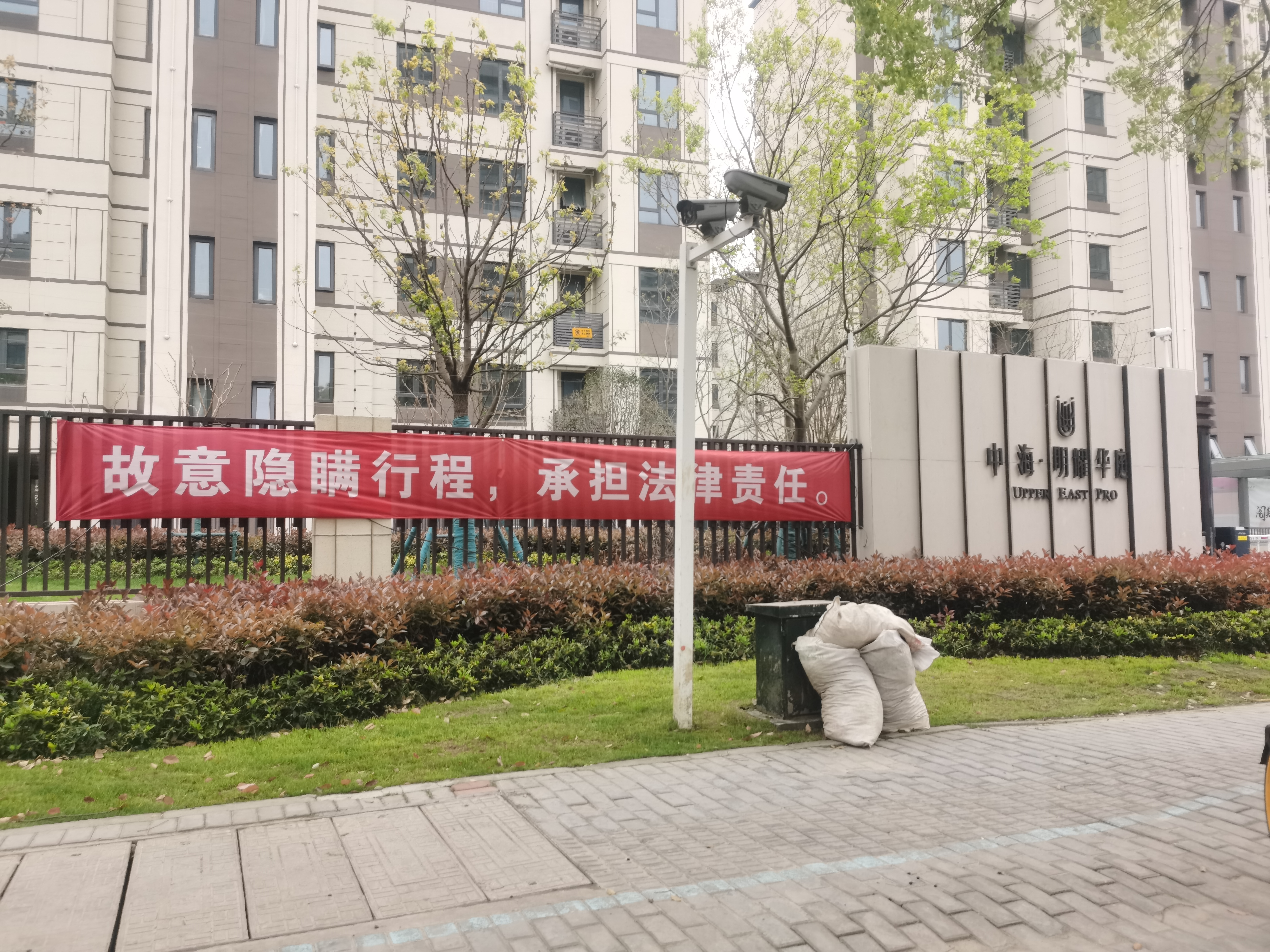
一处小区悬挂的标语，提醒疫情期间隐瞒行程将依法承担责任

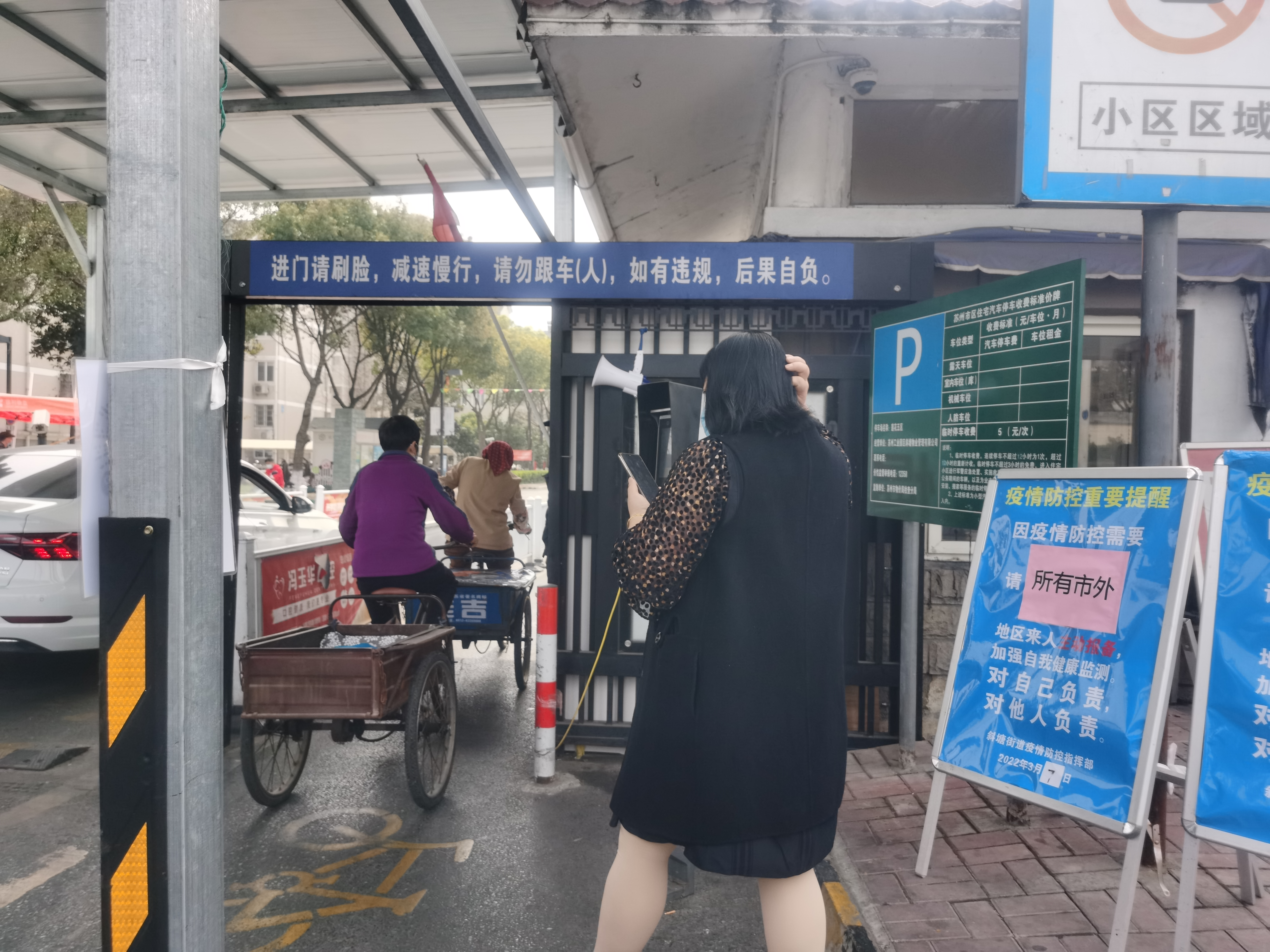
自3月14日起，所有市外人员来（返）苏均需向居委会报备，进入小区须向保安出示行程卡，无异常方可进入

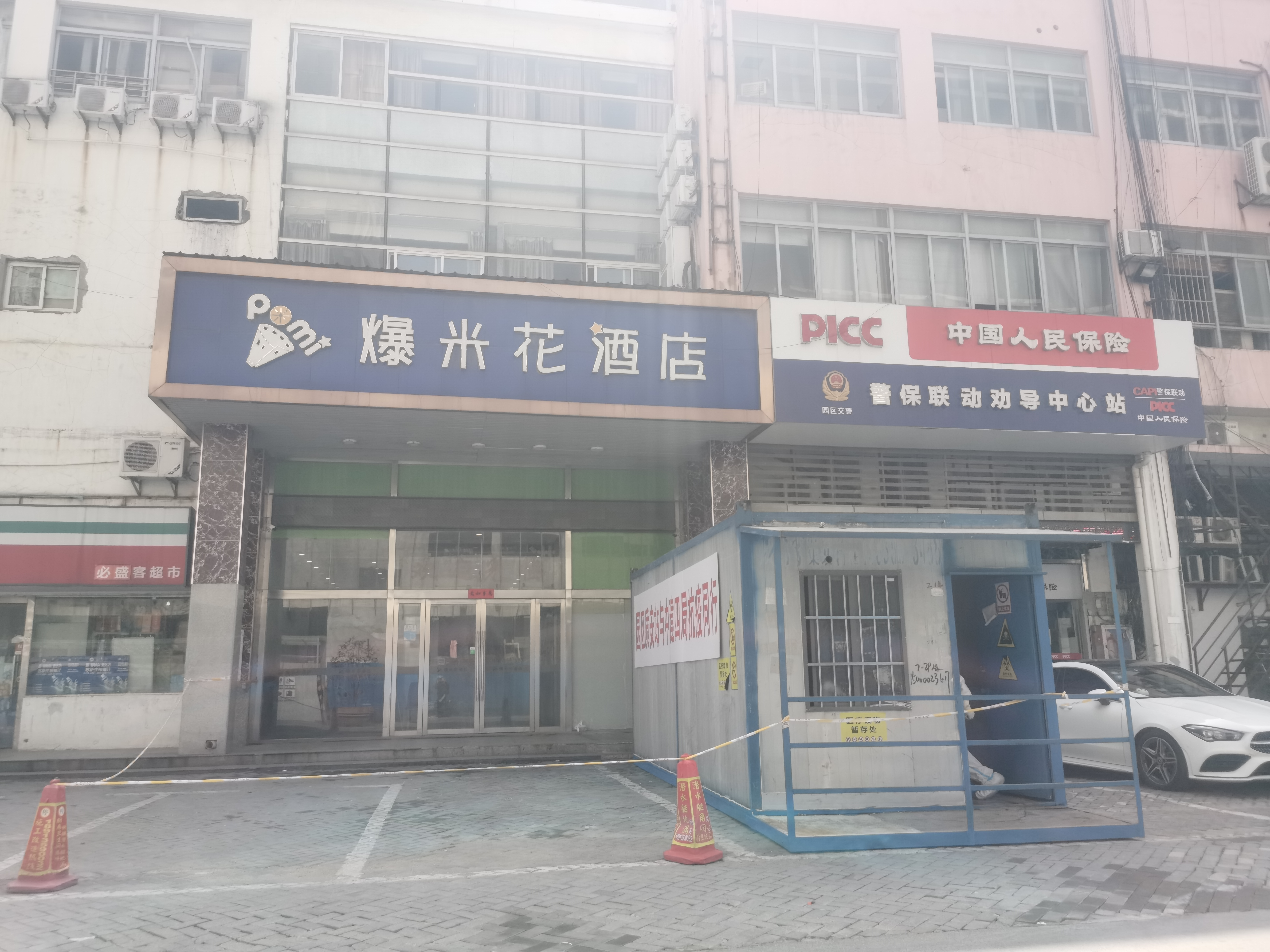
位于苏州工业园区斜塘街道的一家酒店，门口设有医疗废物处理区；所有不符合居家观察条件的外地来苏人员均需在医学观察专用酒店进行隔离监测

在上海市多地报告阳性感染者后，加上疫情已出现外溢，苏州市也在3月12日收紧了自上海来返苏人员的防控措施。根据通告，所有有14天内上海旅居史的来（返）苏州人员，在抵达苏州后，必须于12小时内向所在社区（村组）和单位或入住宾馆报告，并配合履行防控措施。根据苏州市各县级行政区的通告，所有有14天内上海旅居史的来（返）苏州人员（通信大数据行程卡带*号）一律实行“3+11”健康管理措施，通勤人员由各级各类机关、企事业单位、社区（村）、建筑工地、学校、市场等分别落实一周内不离开当地及不返回当地的工作要求，离开当地的人员，返回当地后仍实行“3+11”健康管理措施。
3月14日，苏州市进一步收紧外地人员来返苏防控措施，所有市外来（返）苏州人员须持48小时以内核酸阴性证明，并提前向目的地单位、社区（村）或酒店报备，抵苏州后于12小时内就近核酸采样检测；对有国内中高风险地区所在城市旅居史的来（返）苏州人员（行程卡带*），严格实行“7+7”健康管理措施；其他市外来（返）苏州人员，严格实行“3+11”健康管理措施。此外，所有市外来（返）苏州人员须主动登记个人疫情防控信息，包括个人信息、行程卡信息、来源地信息和来（返）苏州后目的地信息等。
3月29日，苏州市公安局发布通告，明确公安机关依法严厉打击涉疫情防控违法犯罪行为，包括有中高风险地区所在城市旅居史的来（返）苏州人员，未按照通告要求向目的地单位、社区（村）或酒店报备或落实核酸检测、居家健康监测、跟踪健康监测等健康管理措施的；在接受调查时，故意隐瞒出行轨迹、密切接触史等相关信息，或拒不配合流调工作人员调查的；借用、伪造、变造、买卖或者使用伪造、变造、买卖的健康码、行程卡、核酸检测报告等证明，不如实提供相关信息，逃避防疫查验的；有中高风险地区所在城市旅居史的来（返）苏州人员故意绕开交通场站、卡口，或组织、运送有中高风险地区所在城市旅居史的来（返）苏州人员绕开交通场站、卡口的；违反疫情防控措施，居家健康监测期间随意流动，乘坐公共交通工具，出入各类公共场所，参加各类聚集性活动的。对于上述违法情形，构成违反治安管理行为的，予以行政处罚；引起病毒传播或有传播严重危险的，一律立案侦查，依法追究刑事责任。
5月10日，苏州市调整人员往来管控政策，对14日内无中高风险地区和社会面本土疫情所在设区市旅居史的省内跨市流动人员，持48小时核酸检测阴性证明即可有序流动，不再实施“3+11”健康管理措施；若无阴性证明的抵达后24小时需进行1次核酸检测。在抵达苏州后72小时内需再进行1次核酸检测。对来自中高风险地区、阳性感染者轨迹交叉人员、省外来返人员等，仍按原管控措施执行。5月14日起，苏州市再次调整外地来返当地人员健康管理措施，所有全域低风险的地级市来（返）当地人员，持48小时内核酸检测阴性证明可有序流动；若无阴性证明的，抵达后24小时内需进行1次核酸检测。抵达后48小时内需再进行1次核酸检测。以上人员均不再实施“3+11”健康管理措施；有本土聚集性疫情所在县（市、区）来（返）当地人员，严格执行“7+7”健康管理措施；有本土聚集性疫情所在设区市其他县（市、区）来（返）当地人员，严格执行“3+11”健康管理措施；14天内与感染者有轨迹交叉、有中高风险地区旅居史的人员，严格执行“14+7”健康管理措施。
6月2日，苏州市卫健委主任盛乐介绍，调整外地来（返）苏州人员相关防疫措施。有中高风险地区所在设区市或有本土疫情报告城市旅居史的来（返）苏州人员，通过“来（返）苏州人员信息登记平台”主动登记个人疫情防控信息，提前向目的地单位、社区（村）或酒店报备，抵达后积极配合落实核酸检测、健康监测等管理措施；对中高风险地区、有本土聚集性疫情所在县（市、区）及14天内与感染者有轨迹交叉的来（返）苏州人员，严格执行7+7健康管理措施，即7天集中隔离+7天居家健康监测；省外除中高风险地区或本土聚集性疫情所在县（市、区）的其他低风险地区来（返）苏州人员，在抵达苏州后，测量体温、查验苏康码、行程卡无异常后，可有序流动，48小时内核酸检测1次，不再实施“3+11”健康管理措施；省内外市低风险地区来（返）苏州人员，在抵达苏州后，可有序流动。上海来（返）苏州人员相关防疫措施维持不变。
6月18日，据第一财经率先报道，经苏州12345热线确认，即日起苏州市区调整防疫政策，有上海旅居史居民进入苏州不再实行一刀切“7+7”的防控措施。当晚苏州市发布第141号通告，证实了政策调整。根据通告，对14日内有上海市中高风险地区所在乡镇（街道）旅居史人员，或14日内有其他报告本土阳性感染者所在乡镇（街道）旅居史人员，实行“7天集中隔离医学观察+7天居家健康监测”，居家健康监测期间，在第2、7天各进行1次上门核酸采样；对14日内有上海市其他地区旅居史的人员，实行“7天跟踪健康监测”，跟踪健康监测期间，在第1、2、3、7天各进行1次核酸检测，并在追踪到的当天进行1次核酸检测。跟踪健康监测期间严格控制活动范围，不乘坐公共交通工具，不参加聚集性活动，不进入学校、托育机构、养老院、福利院等特定机构，不进入室内密闭场所，不开展线下教学、培训等活动，外出时须全程规范佩戴口罩，切实保持安全社交距离，原则上在结束健康监测前不离开所在县（市、区）。所有上海来（返）苏州人员，须提前2天通过“来（返）苏州人员信息登记平台”等途径主动登记个人疫情防控信息，向目的地单位、社区（村）或酒店报备，并建议持48小时内核酸检测阴性证明来（返）苏州。
6月20日6:00起，昆山市有序开放在昆山有固定住所或工作单位的人员沪昆通勤，通勤人员须申领“沪昆通勤”电子凭证，经查验后通行。首次通勤须提前24小时通过“鹿路通”APP“沪昆通勤”模块进行信息登记，如实完整填报个人信息、承诺书、24小时核酸检测阴性证明等资料，经审核获取“沪昆通勤”电子凭证。通勤人员每日须进行核酸采样，上传24小时核酸检测阴性证明更新电子凭证，电子凭证24小时内有效。21日起，太仓市、吴江区恢复与上海的跨省通勤。

### 分区防疫
3月15日，苏州召开新闻通气会上通报，当日苏州市划定封控区9个、管控区8个、防范区3个。截至3月27日12时，苏州市共有封控区35个、管控区27个，至4月24日共有封控区181个、管控区125个、防范区21个。
4月21日23时起，昆山市通湖路公园壹号13幢，昆山市中山路假日花苑3幢、4幢调整为中风险地区，这是本轮疫情以来首次有中风险地区变动。5月5日23时起，昆山市通湖路公园壹号13幢，昆山市中山路假日花苑3幢、4幢由中风险地区调整为低风险地区。调整后，苏州市全域为低风险地区。

### 核酸检测

#### 区域核酸检测

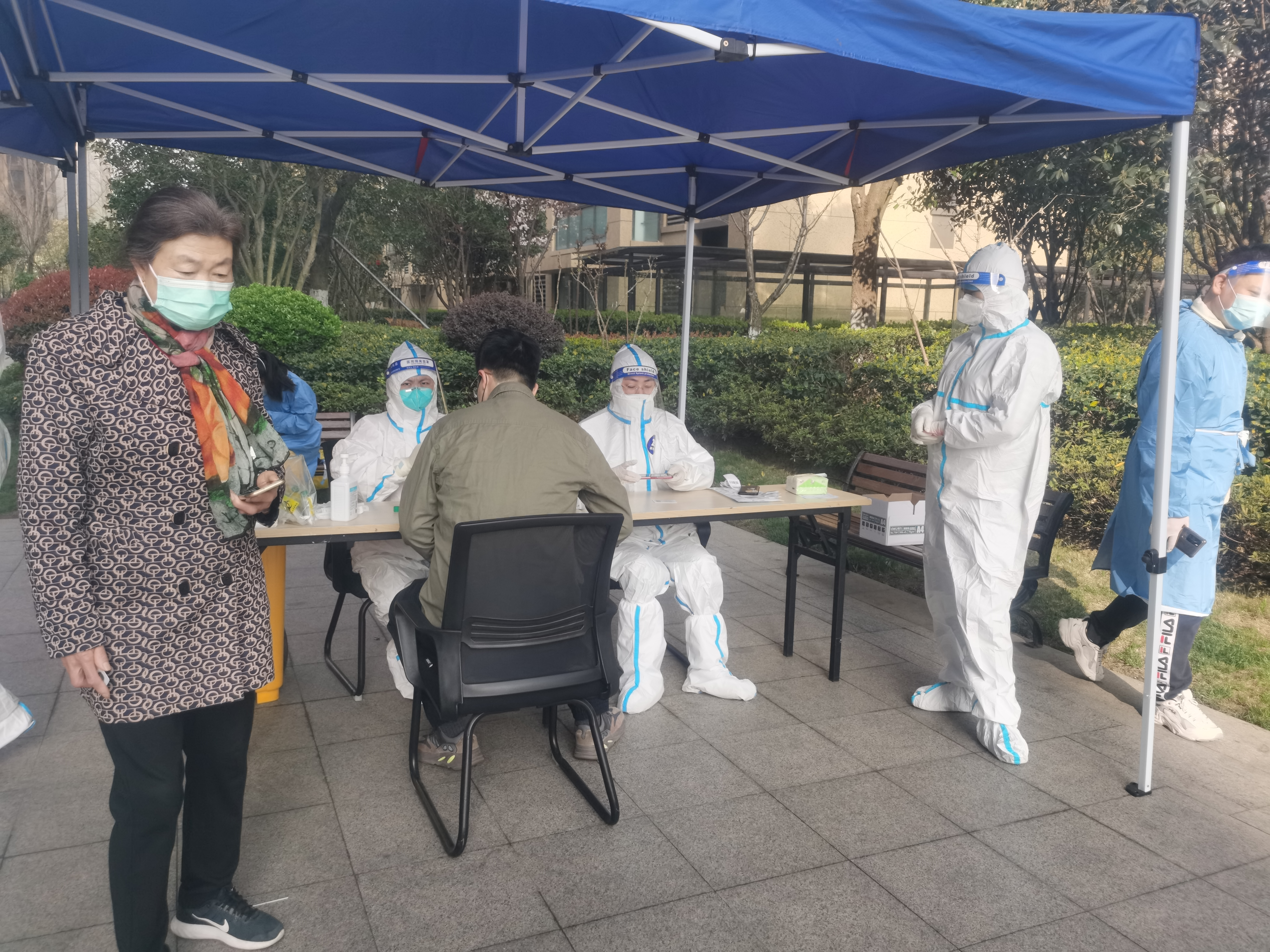
3月15日，苏州工业园区启动新一轮区域核酸检测

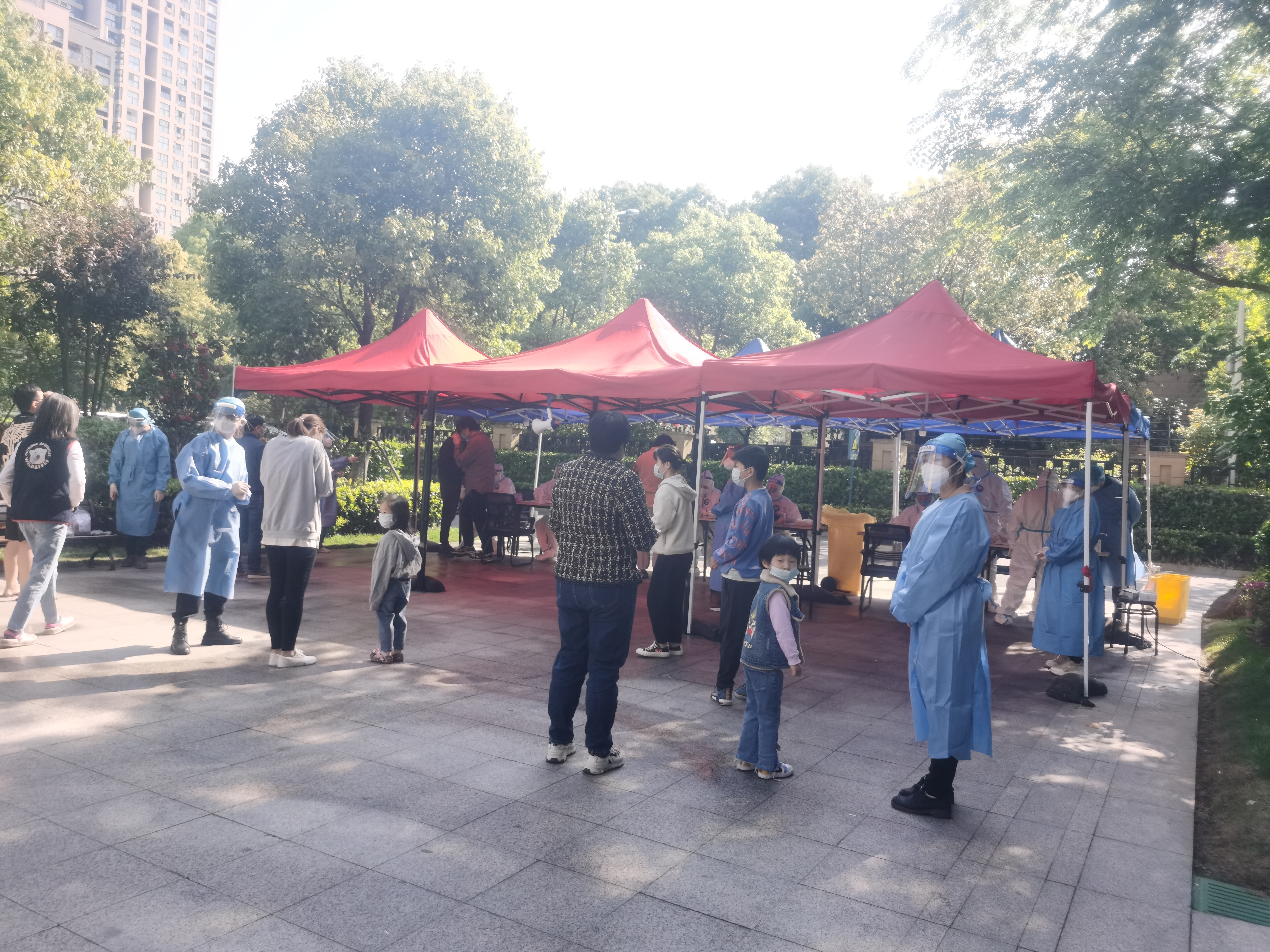
4月17日，苏州工业园区启动新一轮区域核酸检测

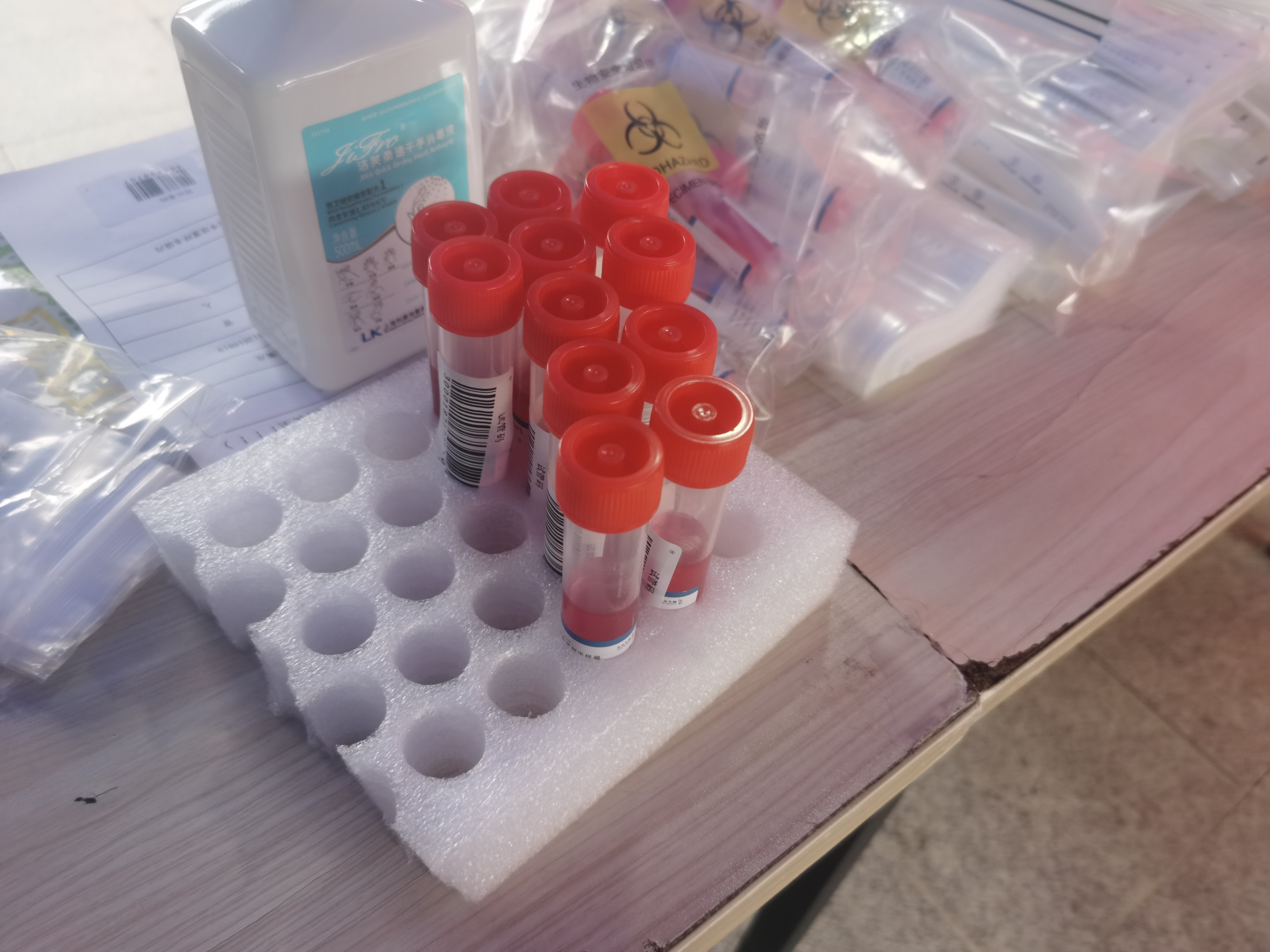
在大规模区域核酸检测时使用的20混1试管

3月14日下午起，苏州市在姑苏区、苏州工业园区、苏州高新区等地对部分重点区域、重点人群开展核酸检测。3月15日，苏州工业园区和姑苏区启动新一轮的区域核酸检测，在吴中区、苏州高新区等地继续开展重点区域核酸检测。截至当日15时，累计采样377.6万人次。
4月11日起，相城、姑苏和苏州工业园区启动新一轮的全域核酸检测，其它县级市（区）开展重点地区核酸检测；12日继续进行。本轮核酸检测中，来自江苏省内南京、无锡、徐州、常州、淮安、泰州6座城市的3000名医务人员支援苏州核酸检测工作。截至12日15时，已累计采样808万人次，期间在核酸检测过程中录入系统出现短暂卡顿，经紧急修复后正常运行。4月15日，苏州全市核酸检测采样1053.6万人次，创疫情以来新高。
5月6日起，苏州在全市范围内开展常态化核酸检测，在苏人员每三天需至少进行一次核酸检测。可根据所在地安排按时参加区域核酸检测（包括社区、企业等组织进行），对未参加区域核酸检测的人员，健康码一律赋“黄码”。
6月13日起，苏州市从区域核酸检测转为常态化便民核酸检测，后续将根据疫情防控形势需要，不定期组织开展相应范围的区域核酸检测。

#### 特殊人群核酸检测
4月5日下午，苏州市卫健委主任盛乐表示，苏州在落实好应检尽检各项工作任务的基础上面，进一步优化和调整重点人群的范围，也加密了对重点人群，特别是农贸市场的工作人员、货运人员的检测频次。
4月18日起，姑苏区、苏州工业园区等地区进一步加强外卖、生鲜等平台（企业）从业人员疫情防控工作，要求平台（企业）不得向没有“应检尽检、每日一检”的配送人员派单。姑苏区也为此开设外卖骑手核酸采样专场，也开发出“重点人群上岗证信息采集”小程序，一旦小程序监测到骑手未按规定进行采样，将暂时取消骑手接单资格，并收回上岗证。

### 医疗储备
3月底，苏州市在昆山花桥博览中心和姑苏区金阊新城体育馆改造建成两所方舱医院，床位分别为2128张和800张，当时暂无启用计划。此前曾流传苏州专门为上海患者兴建方舱医院的消息，上海市卫健委主任邬惊雷在3月26日举行的新闻发布会上表示消息不实。直至4月8日，金阊新城体育馆方舱医院正式启用，供收治上海患者。5月7日，金阊新城体育馆方舱医院关舱。

### 日常生活

#### 社会管控

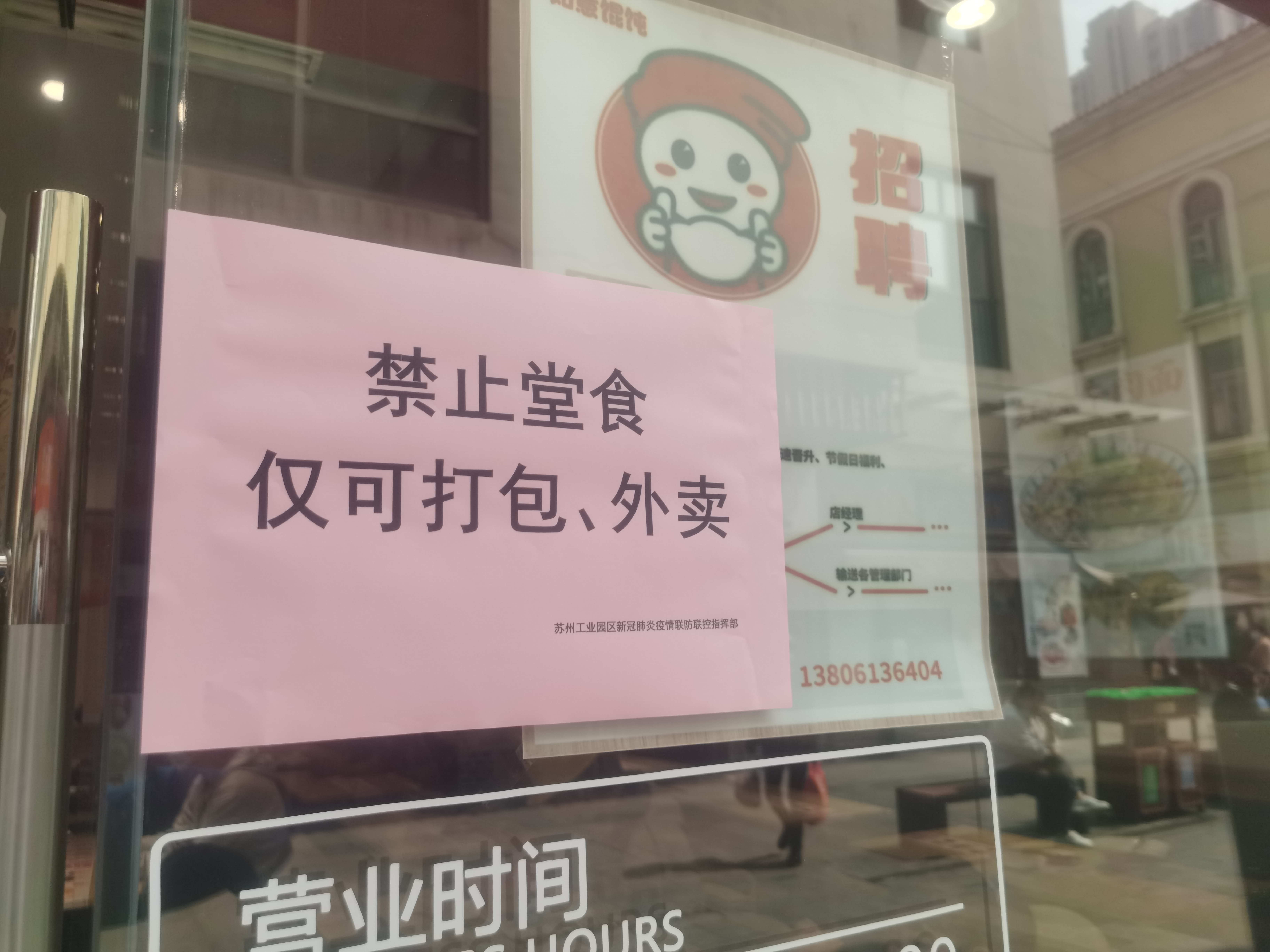
受本轮疫情影响，苏州工业园区所有餐饮单位再次暂停堂食

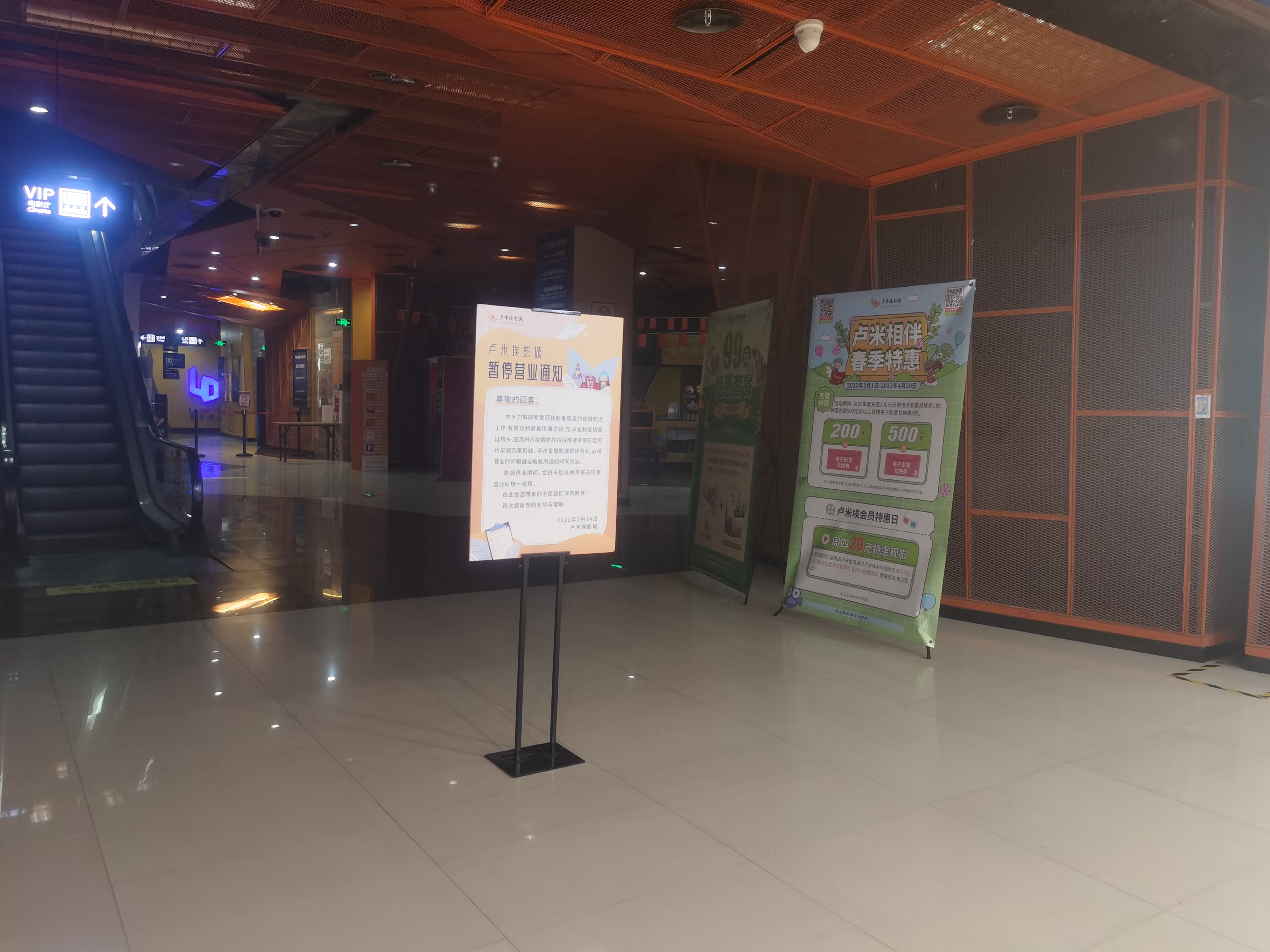
受本轮疫情影响，苏州工业园区所有电影院再次暂停营业

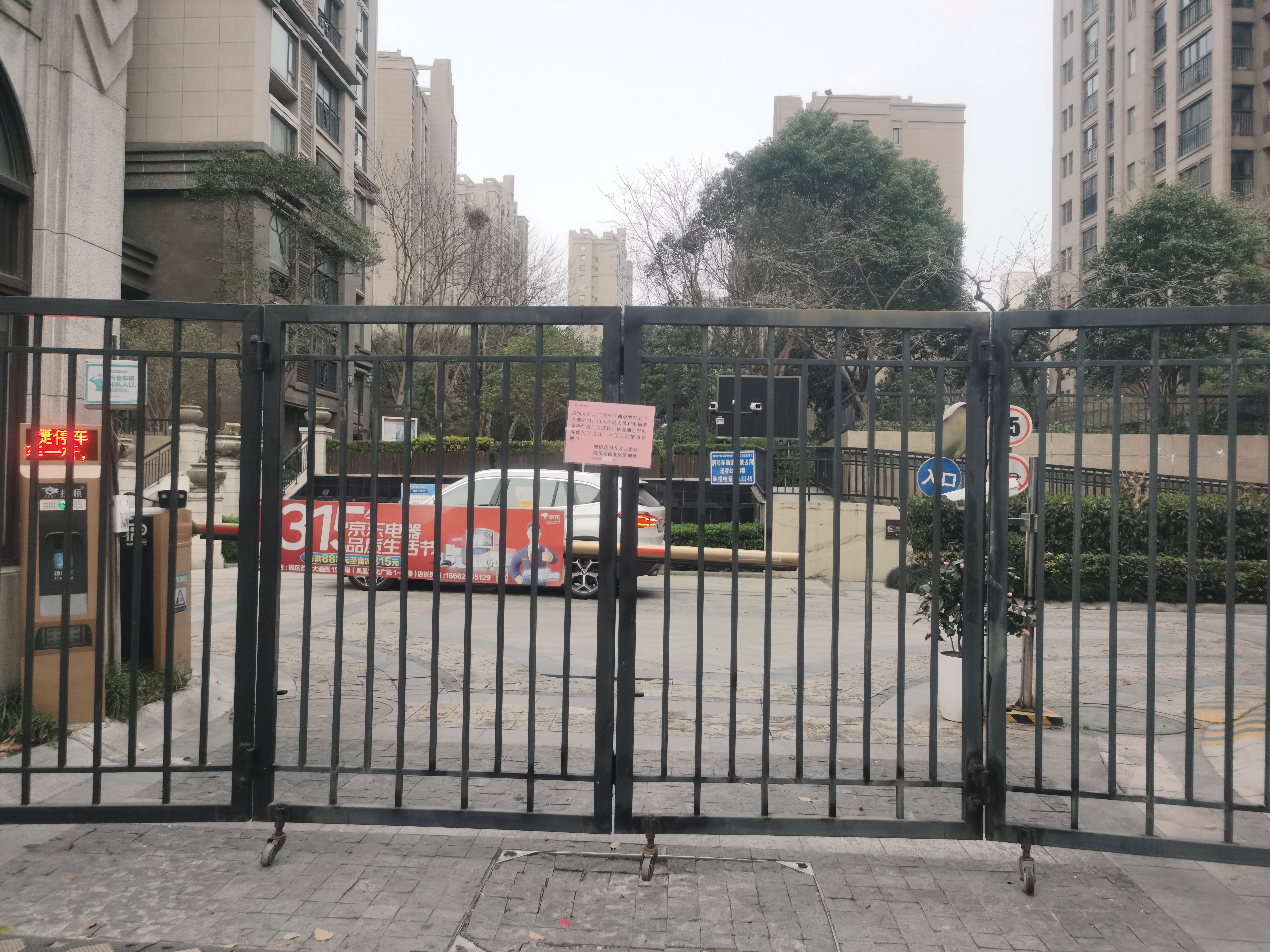
小区部分出入口受疫情影响再次关闭

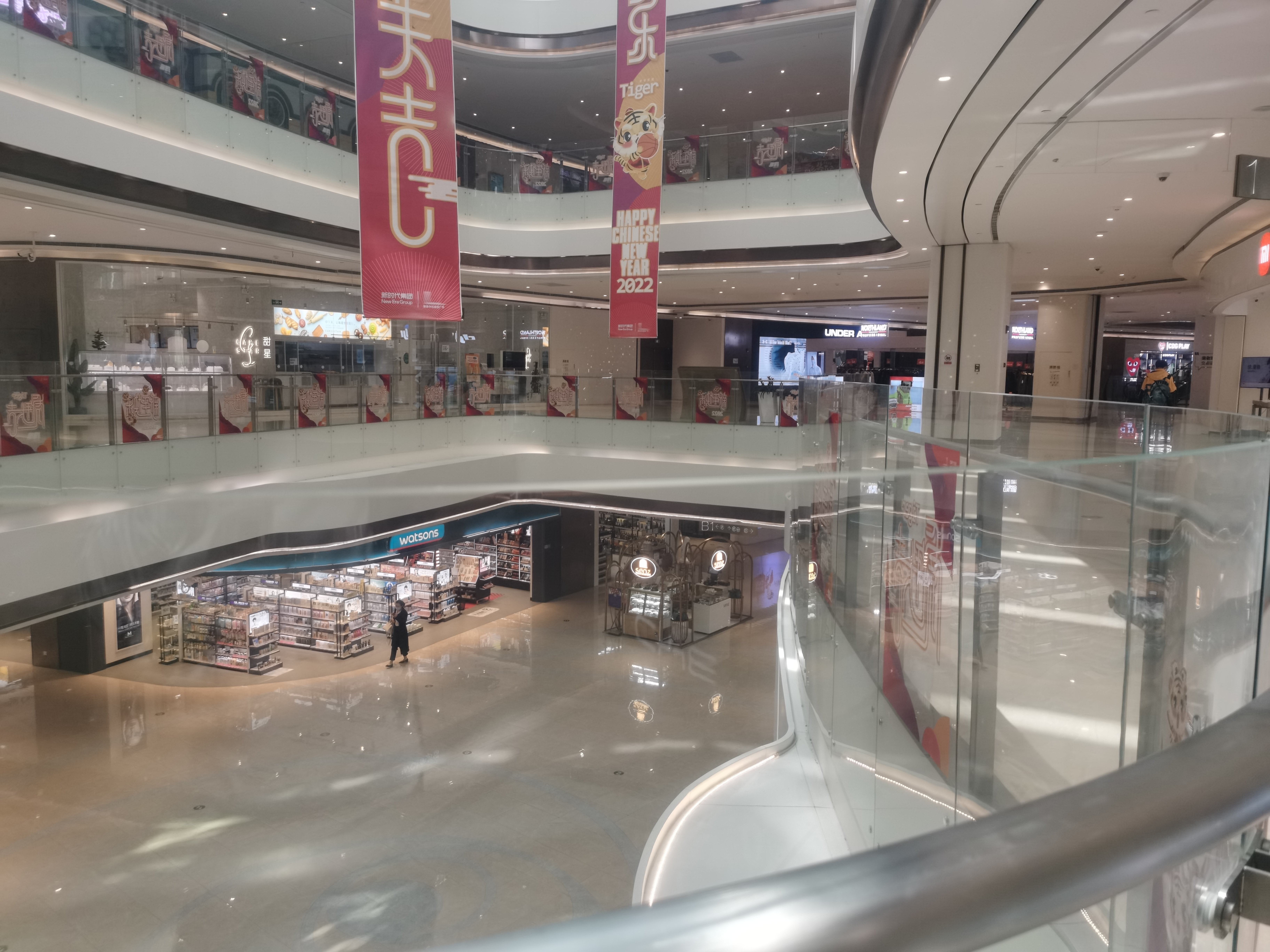
因疫情影响，商场内人流稀少

3月14日，苏州市部分市辖区发布通告，取消（暂停）各类线下节庆、会展、促销、商演等公众聚集性活动；暂时关闭公共文化场馆和旅游景区、宗教活动场所；暂时关闭密闭场所以及商超内部各类娱乐、体育项目，暂停校外培训机构线下培训活动。餐饮场所暂停堂食，仅可提供打包和外卖服务。3月15日召开的新闻通气会上透露，苏州全市全面禁止聚会、聚餐、堂食等各类聚集性活动，暂停部分景区、文博场馆、商场等对外开放；加强清明期间祭扫管理，倡导市民开展“云祭扫”。全市各诊所、门诊部（含中医、中西医结合，不含医院内部设置的门诊部、一体化管理的卫生室和社区卫生服务站）也于3月16日起全部停诊，口腔科、眼科、耳鼻喉科、整形（美容）科、健康体检、胃肠镜等专科医疗机构与综合医院内相关专科非必需诊疗项目全部暂停，只保留必要的急诊服务；医疗机构暂停择期等非急需的手术、检查，尽量减少非必要的住院。
本轮疫情发生时正值清明节祭扫高峰，为避免当前疫情防控期间人流密集带来的风险，自3月17日起，苏州市关闭公墓、骨灰堂（塔陵）等骨灰安放场所，暂停开展群众现场祭扫活动，由各公墓、骨灰堂（塔陵）等殡葬服务机构组织开展一次集体代为祭扫活动，鼓励市民登录“苏城云祭扫”公益信息平台线上祭扫。
3月29日起，苏州在全市重点场所（单位）启用“扫码通行”，市民进入场所时须通过“苏周到”客户端或微信扫描“数字门牌”“数字车牌”“数字船牌”进行防疫登记，或者配合重点场所重点部位应用扫码枪、扫码闸机等专用扫码设备核验苏康码。
4月15日起，苏州工业园区全域内公园暂停对外开放，绿地草坪严禁车辆和人员进入，严禁搭帐篷、烧烤、野餐等人员聚集行为。
5月6日起，所有在苏人员需凭72小时以内核酸检测阴性证明，进入单位、小区、公共场所和乘坐公共交通。根据个人出行需要，市民可在便民采样点或医疗机构进行“愿检尽检”；机关、企事业单位、居民小区（村居）、公共场所继续实行入口处测温、查码（健康码、行程卡），全面推行“场所码”扫码入场。所有公园、开放式景区落实“限流、预约、错峰”要求，按最大承载量的50%限流管理下有序恢复开放；封闭式景区，博物馆、图书馆等室内文化场所，健身房、游泳馆等室内体育健身场所，影剧院、网吧等娱乐场所以及各类酒店堂食服务暂缓开放。麻将馆、棋牌室继续关闭；有序恢复各类门诊部、诊所（含中医、中西医结合）日常医疗服务。零售药店恢复退热、止咳、抗病毒和抗生素等“四类药品”，严格实名制登记购买。之后苏州各区宣布分批开放餐厅堂食服务。
6月2日，苏州市文广旅局介绍，5月29日起，苏州在严格落实“限量、预约、错峰”要求前提下，全市57家A级景区全部开放，取消疫情防控期间的特殊限流措施。全市23家区级以上图书馆、文化馆，102家博物馆等文博场馆应开尽开，取消特殊限流措施。全市39家星级饭店开放，恢复提供堂食、餐饮和住宿服务。全市网吧、KTV、舞厅等娱乐场所除个别地区外，已全面开放并取消特殊限流措施。6月1日起启动“苏州人游苏州”活动，端午节期间推出“来苏州旅游都挺好”系列活动，同时推出“文旅消费季”活动。苏州市商务局表示将举办苏新消费·笑拼苏州2022夏季购物节，活动从6月持续至9月。
6月13日起，在苏人员除进入人员密集型密闭场所和乘坐公共交通外，不再查验72小时以内核酸检测阴性证明。医疗机构、养老机构、学校等重点场所另有查验要求的，从其行业规定。6月26日起，在苏人员进入公共场所、乘坐公共交通，不再查验核酸检测阴性证明。

#### 物资供应

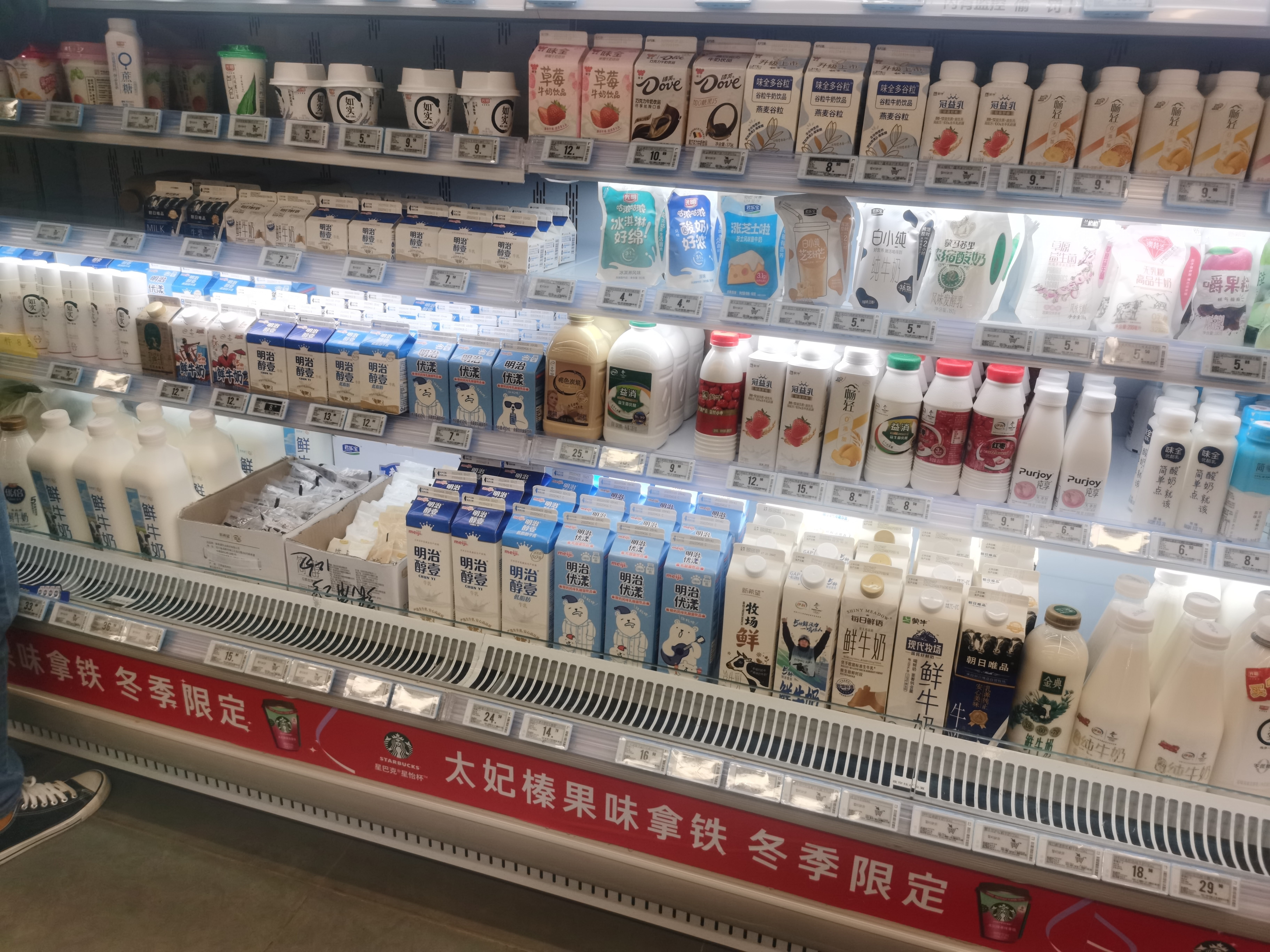
因上海疫情影响致使物流中断，原本超市可购买到上海生产的光明鲜奶处于缺货状态

3月23日，在南环桥市场发现阳性感染者后，部分市民开始担忧生鲜商品供应。南环桥市场经消杀后，24日8时，除小部分临时管控区域外，其他区域恢复开展经营业务。上高路临时农产品批发市场也于当日启用。苏州官方表示，全市生鲜蔬菜、肉类、水果、水产、禽蛋等物资充足，供应总量较往日基本持平，能够满足市民正常生活需要，市民无需囤积抢购。截至4月2日，南环桥批发市场日交易量达到2000吨以上，已经恢复到正常水平，并增加土豆、萝卜、冬瓜、大白菜等耐储存蔬菜储备量，5天内将达到5000吨；上高路市场日交易量也将逐步提高到500吨以上。全市粮食、猪肉货足价稳。4月5日，苏州市政府新闻办主任李勇在新闻通气会上介绍，鉴于4月以来发现的阳性感染者多为农产品批发市场、菜场和个别商超的运销人员以及家属、关联人员，全市对农产品批发市场、菜场进行拉网式检查，对所有相关从业者开展一天一检的全员核酸检测。他同时建议市民在本轮疫情期间进入菜场和商超快进快出，少逛快买，尽量缩短逗留的时间，也可通过线上购买。市民前往菜场商超购物的建议一次适当多买，尽量减少采购的频次。
4月12日起，苏州市除保障市民生活和城市基本运行之外的所有聚集活动一律取消，农贸市场、超市、药店、医疗机构以及仅提供外卖的指定餐饮类企业继续正常营业，其他经营性场所停止营业。同日，苏州市民开始囤购超市生活用品，一度出现了部分超市货架空柜现象。后商务主管部门立即组织超市加大市场投放，全市所有门店24小时营业，商品库存充足，在苏州的10家总仓、中心仓正常开放供货，日均发出车辆170台、出库2000多吨。生鲜电商平台继续满负荷运转。

### 企业生产经营
4月10日，苏州市政府第1次常务会议审议通过《关于促进服务业及相关领域困难行业恢复发展的政策意见》，4月13日正式印发实施。《意见》在减税费、降成本、惠金融、稳就业、优服务等方面推出20条纾困举措。
本轮疫情期间，尤其是苏州市实施提级管理之后，蘇州當地台资企业负责人認為，廠區內部還能夠生產，但人員、車輛不能進出，物流方面會受到影響，短期影響可能不大。但如果持续时间长影响会较大，甚至被迫停工。也有企业已经宣布停工。
4月26日，苏州发布《2022年企业复工疫情防控工作指引（第一版）》，对复工前准备、人员防控、场所防控、宣传培训等方面作出了具体规定。
截至6月1日，苏州全市1.2万家规上工业企业全部正常生产，达产率80%以上的占比95.5%；高速公路出入口货车流量已经恢复到3月日均水平的90%以上。

### 学校教育
3月11日，毗邻上海的昆山市花桥镇因上海本土疫情影响，除初三、高三学段外，其余中小学校学段、幼儿园（托育机构）暂缓开学，已开学的初三、高三学段实行疫情防控闭环管理。3月14日凌晨，苏州市发布通告，称鉴于疫情形势严峻复杂，原计划3月14日复课的苏州全市中学初一、初二、高一、高二年级，小学和中职院校、技工学校，及3月17日开学的全市幼儿园（含托育机构），暂缓复课；高三、初三年级在继续做好闭环管理，进一步加强防疫措施前提下，暂不停课。4月13日起，苏州市高三年级在实施全封闭管理和严格落实防控措施的基础上，继续实行线下教学；初三年级转为线上教学；其他年级的教学安排维持不变。
5月6日，苏州市教育局决定，初三年级于5月8日返校报到，5月9日正式恢复线下教学。
5月11日，苏州市新冠肺炎疫情联防联控指挥部学校防控组发布返校公告。明确小学4—6年级、初一初二年级于5月12日返校上课；小学1—3年级于5月15日报到，16日返校上课；中职技工学校、幼儿园于5月23日返校上课，幼儿园返校遵照自愿原则；高一、高二年级6月1日前继续开展线上教学活动，6月1日—9日放假，6月10日—7月9日返校上课，7月10日—8月21日放暑假，8月22日—28日返校上课，8月31日秋季学期报到，9月1日秋季学期开学。学科类培训机构在相应年级恢复线下教学后，可恢复线下培训。非学科类培训机构在幼儿园恢复线下教学活动后，可恢复线下培训。外籍人员子女学校恢复线下教学时间不早于同学段恢复线下教学。

### 交通应对
因苏州发现上海关联病例，苏州市重新收紧交通防控措施。3月14日起，全市关闭55个交通通道，恢复设置45个交通防控查验点，严格查验驾乘人员健康码、行程卡和48小时内核酸检测阴性证明；暂停省、市、县际班车、包车服务，跨城出租客运服务以及毗邻公交服务。截至4月14日，苏州共设置高速公路通道64个，分别是客运通道8个、一般货运通道37个、应急保供物资专用通道16个、混合通行通道3个。其中应急保供物资专用通道专供运输生活物资、防疫物资、医疗队伍、核酸样本、转运人员等应急保供物资运输专用车辆通行。4月20日，苏州境内10个高速公路服务区已全部开通。全市72个高速通道除因施工封闭和防疫需求外已开通70个，其中应急保供物资专用通道16个。
3月初，由于昆山市花桥镇实施封闭式管理，昆山市針對進出花橋地區的公交车暫停營運；出租车、網約車也暫停進出花橋地區。昆山市还要求確需離昆的人员須持24小時核酸檢測陰性證明。
3月26日起，为做好疫情防控和物流保畅工作，苏州市启用“苏货通”平台。市内企业有来（返）苏州货运需求的，应提前1天登录“苏货通”平台，如实完整填报企业信息、货运车辆信息（目的地涉及多家本地企业的，所有企业均需提交申请），审核通过后，生成橙色或绿色“苏货码”。对货运车辆及相关司乘人员有中高风险地区所在设区市轨迹的，生成橙色“苏货码”，对其他车辆生成绿色“苏货码”，进入苏州后均须落实防疫措施。
4月6日至4月8日，为配合昆山市新一轮全员核酸检测工作，昆山市除保障城市运行的救护车、物资保障车、消防车、物流快递车辆等，市内公交、出租车、网约车等暂停运营。
4月14日起，苏州轨道交通苏州火车站临时停止运营服务。苏州站自4月15日起将候车室开放时间调整为12:00-17:30。4月15日起，石湖东路站临时停止运营服务。
4月16日起，吴江区、吴中区、相城区、姑苏区、苏州工业园区和虎丘区（苏州高新区）加强离市人员流动管理，建议市民非必要不离开苏州，确有特殊需要的离市人员须凭24小时核酸检测阴性结果。轨道交通、出租车（网约车）、公交车严格实行测温、查验24小时核酸检测阴性结果或当日核酸采样证明，规范佩戴口罩等措施。此外，4月16日起苏州轨道交通2号线平河路站、4号线苏锦站、花港站暂停运营服务；公交线路方面，4月15日起，公交1路、夜1路、快线2号、879路等线路停止运营，另有部分线路实施跳站运营。全市所有公交员工实行“一日一检”和乘客测温验码及“数字车牌”扫码登记工作。一线驾驶员“两点一线”上下班，严格落实健康监测，同时加强运营车辆消杀频次。截至4月19日，4号线清树湾站暂停运营服务， 2号线平河路站、4号线苏锦站、花港站和2/4号线苏州火车站仍暂停运营服务。
4月23日，苏州市新冠肺炎疫情联防联控指挥部办公室发布通告，近期由于部分外来车辆滞留高速公路，驾乘人员产生的废弃物较多。卫生健康部门专门对废弃物进行了环境采样，发现部分样本核酸检测结果为阳性。苏州市已对高速公路路段、服务区，及沿线隔离栅外的废弃物，采用“机械化+人工”方式定时进行清理，并进行了规范消杀，同时提醒民众切勿在高速公路周边捡拾废弃物，驾乘人员不随意处置各类废弃物。
4月26日，苏州站南广场疫情防控“旅客分流点”竣工，将在“五一”期间启用。旅客出站后将直接进入各板块分流点，有序进入待查等待区、上车等待区。分流点内部还配有独立的留观区。
5月6日起，苏州市调整交通防控政策，对14天内仅有苏州市域内行程轨迹的车辆和驾乘人员，凭48小时内核酸检测阴性证明或12小时内核酸检测采样凭证，在各交通防控查验点可不再进行核酸采样，可在全市各交通通道通行。
截至5月11日，苏州轨道交通全路网恢复运营；同时吴江捷运系统T1示范线一期工程恢复运营服务。
6月2日，苏州市调整交通防控政策。来自全域低风险地区且无本土聚集性疫情城市的车辆，健康码绿码、行程卡不带星，可从全市各高速公路收费站快速通行，取消高速公路收费站客货车通道设置。不再查验48小时核酸检测阴性证明，无须在查验点现场核酸采样和抗原检测；通过铁路客运和道路客运来（返）苏州的，来自全域低风险地区且无本土聚集性疫情城市的旅客，健康码绿码、行程卡不带星的正常通行，不再查验48小时核酸检测阴性证明，无须在车站现场核酸采样。对进站乘车的乘客扫“场所码”登记后，不再查验48小时核酸检测阴性证明。截至当日，苏州北广场汽车站、南门汽车站、常熟汽车南站、张家港汽车站、太仓客运站、昆山中心站、吴江汽车站已全部恢复运营；恢复开通县际班线108条，市际班线136条。苏州大市范围内市到县、县到县以及门到门定制班车的县际班线已全面恢复，已开行300余班次。苏州开往省内其他地区的班线已全面恢复，目前已开行500余班次。省际班车也在逐步恢复。同时“苏货通”平台不再进行审核，仅做信息登记使用。5月25日起已停止发放纸质通行证。
7月4日运营开始起，上海地铁11号线昆山段（花桥站、光明路站、兆丰路站）恢复运营。

### 处置违法犯罪
3月16日晚，苏州市公安局相城分局通报，3月14日13时许，相城区疾控中心在对隔离点管控的王某昊核酸检测中发现检测结果呈阳性，经调查王某昊在核酸检测结果呈阳性后，未如实配合流行病学调查，故意隐瞒行程，导致其密切接触者（3月15日核酸检测结果呈阳性）未得到及时管控，致使新冠肺炎有传播扩散危险，其行为触犯了《中华人民共和国刑法》第三百三十条之规定，涉嫌妨害传染病防治罪。苏州市公安局相城分局已对其立案侦查，依法追究其刑事责任。
3月24日，苏州市公安局吴中分局通报称，3月23日吴中区在对市现代农产品物流园南环桥市场重点岗位人员例行筛查中发现张某强核酸检测结果呈阳性，其多次驾车往返中高风险地区所在城市，但其刻意隐瞒行程，未按照通告要求主动向所在社区报备，在疫情防控部门多次电话及短信告知后，仍然拒不履行报备义务，也未落实居家健康监测，致使疾病有传播风险，涉嫌妨害传染病防治罪。吴中公安分局已对其立案侦查，并将依法追究刑事责任。
3月29日，苏州工业园区疫情防控办发布通告，司机赵某某驾驶货车从上海运送货物至智享生物技术（苏州）有限公司，提供虚假材料申领货物运输临时通行证，违规搭载人员；同时，货车抵达公司时司乘人员违反人员管控相关规定。经查，智享生物技术公司未严格履行疫情防控主体责任，导致货运司乘人员发生违反疫情防控规定行为，存在疫情传播风险。苏州工业园区疫情防控办决定暂停该公司申领货物运输临时通行证15天，责令其停业整顿3天，并永久停发涉事货车货物运输临时通行证。
4月1日，苏州工业园区新冠肺炎疫情联防联控指挥部办公室发布两则通报称，3月30日和4月1日，苏州工业园区疫情防控工作人员在开展社区例行检查中发现，三名有国内中高风险地区所在城市旅居史的来（返）苏州人员，故意隐瞒出行轨迹、未主动向社区报备，违反苏州市有关通告规定及《中华人民共和国治安管理处罚法》第五十条第一款第一项之规定“拒不执行紧急状态下的决定、命令”，苏州工业园区公安分局已对其受理案件并开展调查工作，待隔离期满后依法予以从重处罚。
4月13日，常熟市新冠肺炎疫情防控指挥部发布通报，4月3日常熟市在重点人群中开展核酸检测筛查，发现外地司机颜某军检测结果呈阳性（目前在定点医疗机构隔离治疗）。经查，近期颜某军在明知王某艳（目前已在上海隔离管控）有中高风险地区所在城市旅居史，且已出现发热症状情况下，未如实申报，帮助王某艳逃避检查后，驾驶货车进入常熟。两人故意隐瞒行程，未按照通告要求向所在社区报备，且未落实居家健康监测及物流司乘人员疫情防控有关规定，多次前往人员密集场所，致使疾病有严重传播风险，涉嫌妨害传染病防治罪。公安机关已对二人立案侦查，并将依法追究刑事责任。

### 免职与问责
2022年4月19日，江苏省纪委监委通报，3月23日，相城区元和街道莫阳社区在接到对上海返回人员李某的转运通知后，未及时沟通对接，放任李某自行回家，也未采取上门查看、安装门磁等必要管控措施，致使李某连续多日未做核酸检测并随意外出，直到26日被检出阳性，造成多人被感染，导致疫情传播扩散。3月31日，莫阳社区党委书记、居委会主任杨惠志受到党内严重警告、政务记大过处分，其他责任人员受到相应处理。

## 对外地的影响
4月21日，河南省商丘市睢阳区疫情防控指挥部发布公告称，4月20日，睢阳区在对外地返乡集中隔离人员例行核酸筛查时，发现一例核酸阳性人员。该人员曾在4月6日—8日在苏州市相城区某工地项目部务工。
4月25日17时到4月26日凌晨4时，河南省济源市在对集中隔离人员进行核酸检测时，发现3例无症状感染者，为近日从江苏昆山返豫的一家三口。

## 轶事
2022年4月29日，苏州市委宣传部副部长、市政府新闻办主任李勇在新闻发布会上表示“你永远可以相信苏州”，形容苏州市民感受到了政府一直在努力，政府也感受到了市民所有的付出，正是双向奔赴的合力，给了苏州战胜疫情足够的底气和勇气。“你永远可以相信苏州”也一度成为网络流行语，其后写入2022年度的苏州市政府工作报告。